# Laplace's Witch
Laplace's Witch (en japonés: ラプラスの魔女, Rapurasu No Majo?) es una película japonesa de misterio dirigida por Takashi Miike en 2018, que está basada en la novela, del mismo nombre, de Keigo Higashino publicada en 2015.

## Argumento
Dos personas son encontradas muertas envenenadas por sulfuro de hidrógeno en dos regiones diferentes del país, conocidas por sus aguas termales. La policía solicita la ayuda del profesor de geoquímica Shusuke Aoe, para intentar resolver el misterio que envuelve estas muertes y poder determinar si son simplemente accidentes extraños, suicidios o asesinatos.

Mientras las sospechas del oficial de policía Yuji Nakaoka recaen sobre la esposa del primer fallecido, Shusuke Aoe conoce a Madoka Uhara quien puede predecir con precisión los fenómenos naturales. La aparición de ésta enigmática mujer, que parece estar relacionada con el caso, hace que todo se vuelva aún más misterioso. 

## Reparto
| Actor              | Papel             |
| ------------------ | ----------------- |
| Shō Sakurai        | Shusuke Aoe       |
| Suzu Hirose        | Madoka Uhara      |
| Sōta Fukushi       | Kento Amakasu     |
| Mirai Shida        | Tetsu Okunishi    |
| Eriko Sato         | Chisato Mizuki    |
| Tao Okamoto        | Rei Kirimiya      |
| Rei Dan            | Mina Uhara        |
| Masanobu Takashima | Toru Takeo        |
| Lily Franky        | Dr. Zentaro Uhara |
| Hiroshi Tamaki     | Yuji Nakaoka      |
| Etsushi Toyokawa   | Saisei Amakasu    |

## Otros créditos
- Producida por: Minami Ichikawa.
- Coproductores: Daiji Horiuchi, Julie K. Fujishima, Keiichi Yoshizaki, Masanori Yumiya, Makoto Takahashi, Toshiaki Okuno, Katsuya Watanabe y Osamu Aranami.
- Productor ejecutivo: Akihiro Yamauchi.
- Planificación y producción: Hisashi Usui y Shinnosuke Usui.
- Productores: Misako Saka y Shigeji Maeda.
- Supervisor de producción: Takeshi Satō.
- Productor asociado: Naohiko Ninomiya, Yohei Nishizaki
- Productor en línea: Tomoyuki Imai y Shinya Zenda.
- Productor de casting: Tsuyoshi Sugino.
- Iluminación: Yoshi Watabe.
- Diseñador de producción (arte): Yûji Hayashida
- Edición de audio: Jun Nakamura.
- Grabador de sonido: Keiichi Kobayashi.
- Decoración: Akira Sakamoto.
- Asistente de dirección: Raku Nagao.
- Gerente de producción: Kanoko Emoto.
- Supervisora de efectos visuales: Kaori Ohtagaki (Kaori Ôtagaki)
- Peinado y maquillaje: Keisuke Sakai.
- Supervisor de edición de sonido: Masatoshi Katsumata.
- Cooperación de producción: Rakueisha.

## Producción
El rodaje comenzó el 16 de marzo de 2017 y duró hasta abril de 2017.
Se utilizó Ginzan Onsen en la prefectura de Yamagata, para filmar y recrear lo que sería la ciudad de Akaguma Onsen en la película.Lo mismo ocurrió en Higashiyama Onsen en la prefectura de Fukushima, que se utilizó para filmar y crear Tomate Onsen en la película.
En la obra original los episodios que involucran a varios personajes principales están escritos en paralelo, pero en la versión cinematográfica, esto se cambió para convertir al personaje Shusuke Aoe en el protagonista. Como resultado, se han alteraron y eliminaron algunos episodios de la obra original.

## Lanzamiento
La película se estrenó el 4 de mayo de 2018 en Japón. En España se estrenó en el Festival de cine de sitges de 2018 en la Sección oficial (Fuera de concurso).

Fue lanzada en Japón en DVD y Blu-ray el 14 de noviembre de 2018, editado por Kadokawa Corporation y distribuido por Tōhō, en dos ediciones diferentes:
- Laplace's Witch Standard Edition (ラプラスの魔女 通常版?) (1 disco) versión en DVD.[5]
  - Anuncio especial, tráiler y anuncio de televisión.
- Laplace's Witch Deluxe Edition (ラプラスの魔女 豪華版?) (3 discos) versión en DVD y Blu-ray.[6]
  - Disco principal: DVD o Blu-ray (igual que la versión estándar)
  - Disco extra 1: DVD (118 min.)
    - Comentarios visuales: Comentarios de Shō Sakurai, Suzu Hirose y el director Takashi Miike, repletos de historias tras las cámaras del rodaje.

  - Disco extra 2: DVD (106 min.)
    - Entrevistas y making of. Ofrecen un vistazo detrás de escena de la producción cinematográfica.
    - Colección de eventos: Preestreno previo / Evento del departamento de ciencias de la Tierra / Saludos en el escenario en el día de apertura / Saludos en el escenario de Hakata.
    - Programa especial justo antes del estreno de la película. Shō Sakurai presenta un impactante misterio científico.

  - Estuche exterior especial, formato en digipack y folleto.

## Recepción
Panos Kotzathanasis en una reseña para Asian Movie Pulse, escribió: «Laplace's Witch no es una de las peores películas que ha dirigido Miike, pero para mí es algo mediocre. Por otro lado, la producción es de un nivel altísimo. La fotografía de Nobuyasu Kita captura con exquisitez los diversos escenarios. El montaje de Kenji Yamashita conecta los distintos arcos argumentales proporcionando un ritmo interesante a la película».
En una reseña de Asian Madness comentaron: «Laplace's Witch carece de interés desde minutos muy tempranos. Takashi Miike sigue haciendo un cine lento, aburrido y sin condimento que se desmorona cuanto más pasan los minutos. Esta es otra de esas películas que siguen sin tener la esencia y el encanto que tenían aquellas obras que nos deleitaron en los orígenes de Miike. Nada recomendable».
J. Hurtado en una reseña para ScreenAnarchy, escribió: «Soy un fanático incondicional de Miike y como su producción se ha vuelto cada vez más predecible en los últimos años, sigo esperando que aparezca algo que me recuerde por qué me enamoré de él. Con Laplace's Witch, Miike da otro paso hacia la mediocridad y por eso estoy triste».

## Tema musical
Además de la banda sonora creada por Kōji Endō, la película contó con el tema musical Faded,del DJ y productor discográfico noruego Alan Walker, utilizada para los créditos finales y un teaser de unos 30 segundos.

## Novela
Laplace's Witch es una novela de misterio escrita por Keigo Higashino. Fue publicada el 15 de mayo de 2015 por Kadokawa Shōten (Kadokawa).En el primer mes, desde su lanzamiento, consiguió vender más de 280.000 copias.La versión Kadokawa Bunko (edición de bolsillo) se lanzó el 24 de febrero de 2018.